# Ned's Atomic Dustbin
Ned's Atomic Dustbin es una banda de rock alternativo formada en 1987 en Stourbridge, Inglaterra. Son considerados pioneros del género musical Grebo.
El grupo ha sido comparado con grupos como Weezer, Nada Surf, entre otros, así mismo forma parte también de la escena del rock llamado geek rock. Su mayor éxito es el sencillo de 1991 titulado "Grey Cell Green".
Es considerado un grupo de culto, Ned's Atomic Dustbin conserva su escena musical conservándolo del Grebo. Ha tocado a lado de grupos como EMF, The Wedding Present, Cud, entre otros.
El grupo no ha sacado un álbum desde 1995, pero desde su regreso en el 2008, solo ha tocado parcialmente.

## Integrantes

### Formación actual
- Jonn Penney - vocal
- Alex Griffin - bajo (2.º Bajo)
- Dan Worton - batería
- Gareth Pring "Rat" - guitarra
- Matt Cheslin - bajo

### Exintegrantes
- Andy King - bajo (2000 - 2005)
- Martin Warlow - guitarra (2000 - 2005)
- Darren Brown "Wiz" - guitarra (1995)
- Floyd - ? (? - ?)
- Tracey - ? (1987 - 1989)

## Discografía

### Álbumes de estudio
- 1991: "God Fodder"
- 1992: "Are You Normal?"
- 1995: "Brainbloodvolume"

### EP
- 1990: "The Ingredients EP"

### Compilaciones
- 1991: "Bite"
- 1992: "And Besides..."
- 1992: "Live In Wolverhampton"
- 1992: "Ruby Trax: The NME's Roaring Forty"
- 1992: "Fathers and Sons"
- 1992: "Ruby Trax: The NME's Roaring Forty"
- 1993: "ByAny Means Necessary"
- 1993: "Emotional Ketchup Burst"
- 1993: "So I Married an Axe Murderer"
- 1993: "CMJ New Music Monthly 1 - July 93"
- 1994: "0.522"
- 1995: "Hits Post-Modern Syndrome: We're Bored, You're Over"
- 1995: "Hey, Guess What!?"
- 1995: "It's Our Universe (It's Your Music)"
- 1995; "Umph"
- 1995: "Virtuallyalternative 53"
- 1995: "Odd Man Out"
- 1996: "The @ Files: Essential Alternative"
- 2000: "Intact - The Singles Collection"
- 2001: "One More No More"
- 2003: "Terminally Groovy: The Best of Ned's Atomic Dustbin"
- 2004: "Session"
- 2005: "Indie Anthems"
- 2007: "Some Furtive Years: A Ned's Anthology"
- 2007: "The Brit Box: U.K. Indie, Shoegaze, and Brit-Pop Gems of the Last Millennium"
- 2008: "Shoot the Neds!"
- 2009: "Re:United 21 Years 21 Songs"
- 2012: "Anthology"

### Sencillos
- "Kill Your Television"
- "Until You Find Out"
- "Happy"
- "Grey Cell Green"
- "Not Sleeping Around"
- "Intact"
- "Walking Through Syrup"
- "Saturday Night"
- "All I Ask of Myself Is That I Hold Together"
- "Stuck"